# Нун, Брэйди
Брэ́йди Нун (англ. Brady Noon; род. 30 декабря 2005) — американский актёр, наиболее известный по своим ролям в сериалах «Подпольная империя» и «Могучие утята: Новые правила», а также в фильмах «Хорошие мальчики», «Черепашки-ниндзя: Погром мутантов» и «Семейный обмен».

## Карьера
Карьера Нуна началась в 2010 году, с роли Томаса Дармоди в сериале «Подпольная империя». В 2019 году он сыграл Тора в комедийном фильме «Хорошие мальчики», а затем озвучил Грега Хеффли в мультфильме Disney+ «Дневник слабака» (2021) и его продолжении, мультфильме «Дневник слабака: Правила Родрика» (2022). В 2021 году он появился в роли Эвана Морроу в сериале «Могучие утята: Новые правила», а затем в фильме «Первый встречный» (2022) в роли Джорджа и в фильме Netflix Family Leave (2023) в роли Уайатта. В 2023 году он также получил роль Рафаэля в мультфильме «Черепашки-ниндзя: Погром мутантов». В сентябре 2021 года Нун получил роль Лукаса Холлистера в вестерне «Раст», однако к апрелю 2023 года его заменил Патрик Скотт Макдермотт после того, как производство было заморожено более чем на год в связи с инцидентом со стрельбой на съёмках.

## Фильмография

### Кино
| Год  | Название                          | Роль                  | Комментарии и примечания |
| ---- | --------------------------------- | --------------------- | ------------------------ |
| 2019 | Хорошие мальчики                  | Тор                   | [ 3 ]                    |
| 2021 | Дневник слабака                   | Грег Хеффли (озвучка) | [ 2 ]                    |
| 2022 | Первый встречный                  | Джордж                | [ 6 ]                    |
| 2022 | Дневник слабака: Правила Родрика  | Грег Хеффли (озвучка) | [ 4 ]                    |
| 2023 | Черепашки-ниндзя: Погром мутантов | Рафаэль (озвучка)     | [ 9 ]                    |
| 2023 | Семейный обмен                    | Уайатт                | Постпродакшн             |
| TBA  | Раст                              | Лукас Холлистер       | Удалённые сцены          |

### Телевидение
| Годы    | Название                     | Роль              | Комментарии и примечания |
| ------- | ---------------------------- | ----------------- | ------------------------ |
| 2010–13 | Подпольная империя           | Томас Дармоди     | 30 эпизодов              |
| 2021–22 | Могучие утята: Новые правила | Эван Морроу       | 20 эпизодов              |
| TBA     | Черепашки-ниндзя: Истории    | Рафаэль (озвучка) | Главная роль             |

## Награды и номинации
В 2012 году Нун получил Премию Гильдии киноактёров США в категории «Лучший актёрский состав в драматическом сериале» за своё участие в «Подпольной империи». За этот сериал он также был номинирован на 33-ю премию «Молодой актёр» в категории «Лучший молодой актёр второго плана в сериале». В 2023 году его номинировали на премию Kids’ Choice Awards как «Любимый актёр телевидения» за свою роль в сериале «Могучие утята: Новые правила».